# Giải thưởng Ho-Am về kỹ thuật
Người thắng Giải thưởng Ho-Am về kỹ thuật:
- 1994: Tae-Yang Lee
- 1995: Duk-Yong Yoon
- 1996: Chang-Dae Han
- 1997: Nam-Pyo Suh
- 1998: Sun-Tak Hwang
- 1999: Hong Thomas Hahn
- 2000: Sungho Jin
- 2001: Dong Nyung Lee
- 2002: Jeongbin John Kim
- 2003: Yongmin Kim
- 2004: Dewey Doo-Young Ryu
- 2005: Kyung-Suk Kim
- 2006: Kang G. Shin
- 2007: Chang-Beom Eom
- 2008: Hyunjune Sebastian Seung
- 2009: Deog-Kyoon Jeong
- 2010: Luke Pyungse Lee
- 2011: Thomas H. Lee
- 2012: Taeghwan Hyeon
- 2013: Sangtae Kim

## Liên kết
- Người đạt giải năm trước
- Người đạt giải năm nay